# Гіпермагніємія
Гіпермагніємія — це електролітний розлад, при якому спостерігається високий рівень магнію в крові. Симптоми включають слабкість, сплутаність свідомості, зниження частоти дихання та зниження рефлексів. Гіпермагніємія може значно збільшити ймовірність несприятливих серцево-судинних подій. Ускладнення можуть включати низький кров'яний тиск та зупинку серця.
Зазвичай це явище спричинено нирковою недостатністю або викликано лікуванням, наприклад, антацидами чи добавками, що містять магній. Менш поширені причини включають синдром лізису пухлини, судоми та тривалу ішемію. Діагноз ставиться на основі виявлення рівня магнію в крові понад 1,1 ммоль/л (2,6 мг/дл). Стан вважається важким, якщо рівень перевищує 2,9 ммоль/л (7 мг/дл). Можуть бути присутніми специфічні зміни електрокардіограми (ЕКГ).
Лікування передбачає припинення прийому магнію. Лікування дуже високих рівнів включає хлорид кальцію, внутрішньовенне введення фізіологічного розчину з фуросемідом та гемодіаліз. Гіпермагніємія трапляється рідко. Показники серед госпіталізованих пацієнтів з нирковою недостатністю можуть сягати 10 %.
Гіпомагніємія є протилежним до гіпермагніємії явищем.

## Ознаки та симптоми
Симптоми включають слабкість, сплутаність свідомості, зниження частоти дихання, зниження рефлексів, нудоту, низький кров'яний тиск, низький рівень кальцію в крові, запаморочення та сонливість.
Порушення серцевого ритму та асистолія є можливими ускладненнями гіпермагніємії, пов'язаними з серцем. Магній діє як фізіологічний блокатор кальцію, що призводить до порушень електропровідності серця.
Наслідки, пов'язані з концентрацією в сироватці крові:
- 4,0 мЕкв/л — зниження рефлексів
- >5,0 мЕкв/л — подовжена атріовентрикулярна провідність
- >10,0 мЕкв/л — атріовентрикулярна блокада третього ступеня
- >13,0 мекв/л — зупинка серця

При рівні магнію близько 4,5 мЕк/л втрачається рефлекс розтягування, а при рівні понад 6,5 мЕк/л може спостерігатися дихальна недостатність. На ЕКГ гіпермагніємія проявляється переважно подовженням інтервалів PR та QRS, змінами зубця T та AV-блокадою.
Терапевтичний діапазон для профілактики прееклампсії маткових скорочень становить: 4,0–7,0 мЕкв/л. Згідно з Лу та Найтінгейлом, концентрації магнію в сироватці крові, пов'язані з токсичністю для матері (а також депресією новонароджених, гіпотонією та низькими балами за шкалою Апгар), становлять:
- 7,0–10,0 мЕкв/л — втрата колінного рефлексу
- 10,0-13,0 мЕкв/л — пригнічення дихання
- 15,0-25,0 мЕкв/л — зміна атріовентрикулярної провідності та (подальша) повна блокада серця
- >25,0 мекв/л — зупинка серця

### Ускладнення
Тяжка гіпермагніємія (понад 12 мг/дл) може призвести до серцево-судинних ускладнень (гіпотензії та аритмій) та неврологічних розладів (сплутаності свідомості та млявості). Вищі значення магнію в сироватці крові (понад 15 мг/дл) можуть спричинити зупинку серця та кому.

## Причини
Рівень магнію залежить від трьох органів: засвоєння в кишечнику, зберігання в кістках та виведення нирками. Тому гіпермагніємія часто пов'язана з проблемами в цих органах, здебільшого з кишечником або нирками.

### Умови виникнення гіпермагніємії
- Гемоліз, концентрація магнію в еритроцитах приблизно втричі вища, ніж у сироватці крові, тому гемоліз може збільшити рівень магнію в плазмі. Гіпермагніємія очікується лише при масивному гемолізі.
- Хронічна хвороба нирок, виведення магнію порушується, коли кліренс креатиніну падає нижче 30 мл/хв. Однак гіпермагніємія не є помітною ознакою хронічної хвороби нирок, якщо не збільшити споживання магнію.
- Токсичність магнію від екстреного лікування прееклампсії під час пологів.
- Іншими станами, які можуть спричиняти схильність до легкої гіпермагніємії, є діабетичний кетоацидоз, надниркова недостатність, гіпотиреоз, гіперпаратиреоз та інтоксикація літієм.

### Метаболізм
Для детального опису гомеостазу та метаболізму магнію див. статтю «Дефіцит магнію».

## Діагностика
Гіпермагніємію діагностують шляхом вимірювання концентрації магнію в крові. Концентрації магнію понад 1,1 ммоль/л вважаються діагностичними.

## Лікування
Люди з нормальною функцією нирок (швидкість клубочкової фільтрації понад 60 мл/хв) та легкою безсимптомною гіпермагніємією не потребують лікування, окрім вилучення всіх джерел екзогенного магнію. Слід враховувати, що період напіввиведення магнію становить приблизно 28 годин.
У більш важких випадках необхідний ретельний моніторинг ЕКГ, артеріального тиску та нервово-м'язової функції, а також раннє лікування:
Внутрішньовенне введення глюконату кальцію або хлориду кальцію, оскільки кальцій за своєю дією на нервово-м'язову та серцеву функцію є антагоністом магнію.
Важкі клінічні стани вимагають збільшення ниркової екскреції магнію.
Показані внутрішньовенні петльові діуретики (наприклад, фуросемід) або гемодіаліз, якщо функція нирок порушена або у пацієнта спостерігаються симптоми тяжкої гіпермагніємії. Такий підхід зазвичай ефективно видаляє магній (до 50 % після 3-4-годинної процедури). Однак діаліз може збільшити виведення кальцію, провокуючи гіпокальціємію, що може погіршити симптоми та ознаки гіпермагніємії.
Застосування діуретиків має супроводжуватися інфузіями сольових розчинів, щоб уникнути подальших порушень електролітного балансу (наприклад, гіпокаліємії) та метаболічного алкалозу. Лікар повинен проводити серійні вимірювання рівня кальцію та магнію. У поєднанні з електролітною корекцією часто необхідно підтримувати кардіореспіраторну активність. Як наслідок, лікування цього електролітного розладу часто може вимагати госпіталізації до відділення інтенсивної терапії.
Конкретні клінічні умови вимагають спеціального підходу. Наприклад, під час лікування еклампсії інфузію магнію припиняють, якщо діурез падає до менш ніж 80 мл (за 4 години), відсутні глибокі сухожильні рефлекси або частота дихання нижче 12 вдихів/хвилину. 10 % розчин глюконату або хлориду кальцію може служити антидотом.

## Прогноз
Прогноз гіпермагніємії залежить від досягнутого рівня магнію та клінічного стану, що спричинив гіпермагніємію. Значення, які не є надмірно високими (легка гіпермагніємія) та відсутність провокуючих та обтяжуючих станів (наприклад, хронічної хвороби нирок), є доброякісними станами. Навпаки, високі значення (важка гіпермагніємія) наражають пацієнта на високий ризик та високу смертність.

## Епідеміологія
Гіпермагніємія — це рідкісне електролітне порушення. Воно трапляється приблизно у 10-15 % госпіталізованих пацієнтів з нирковою недостатністю. Крім того, епідеміологічні дані свідчать про значну поширеність високого рівня магнію в сироватці крові у окремих здорових групах населення. Наприклад, загальна поширеність гіпермагніємії становила 3,0 %, особливо серед чоловіків в Ірані. Високі концентрації магнію були типовими для людей із серцево-судинними захворюваннями, а значення 2,3 мг/дл або вище були пов'язані з вищою госпітальною смертністю.